# Стационе (Болоња)
Стационе (итал. Stazione) је насеље у Италији у округу Болоња, региону Емилија-Ромања.
Према процени из 2011. у насељу је живело 12 становника. Насеље се налази на надморској висини од 313 м.